# 摩鹿加裸胸鱔
摩鹿加裸胸鱔，又稱摩鹿加裸胸鯙，為輻鰭魚綱鰻鱺目鯙亞目鯙科的其中一種，分布於印度西太平洋區，包括紅海、印尼、珊瑚海等海域，棲息深度5-15公尺，體長可達45公分，為底棲性魚類，生活在珊瑚礁、岩礁區，在夜間覓食，屬肉食性。

## 擴展閱讀
維基物種上的相關：摩鹿加裸胸鱔